# Clidemia
Clidemia là chi thực vật có hoa trong họ Mua.

## Hình ảnh

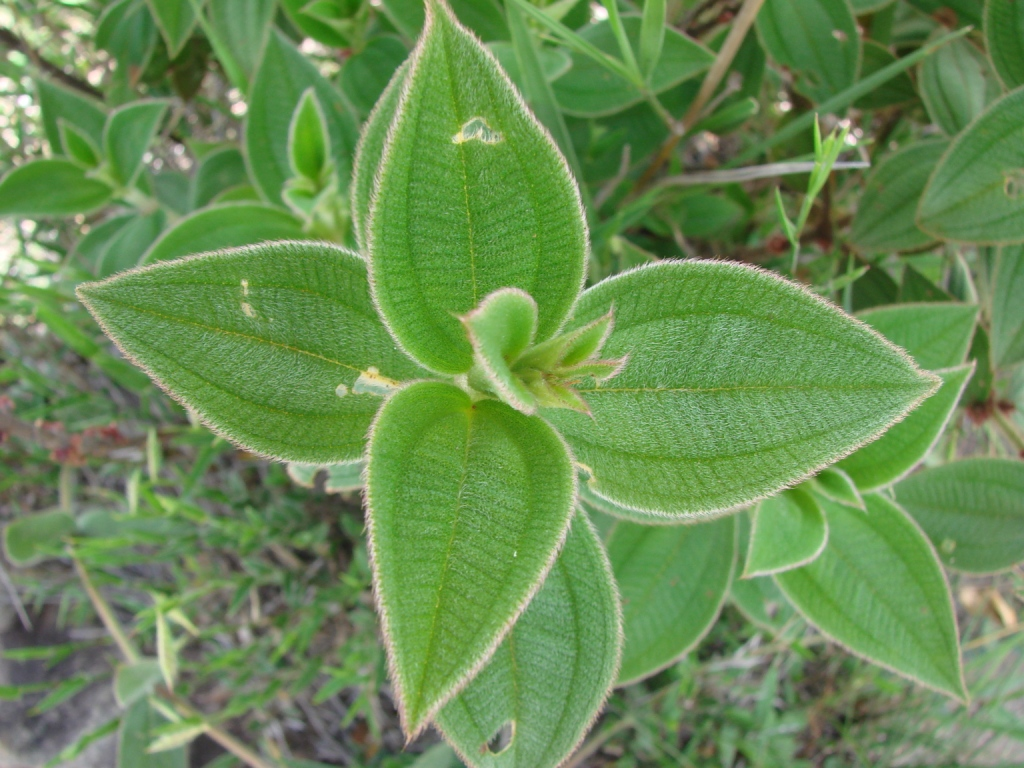
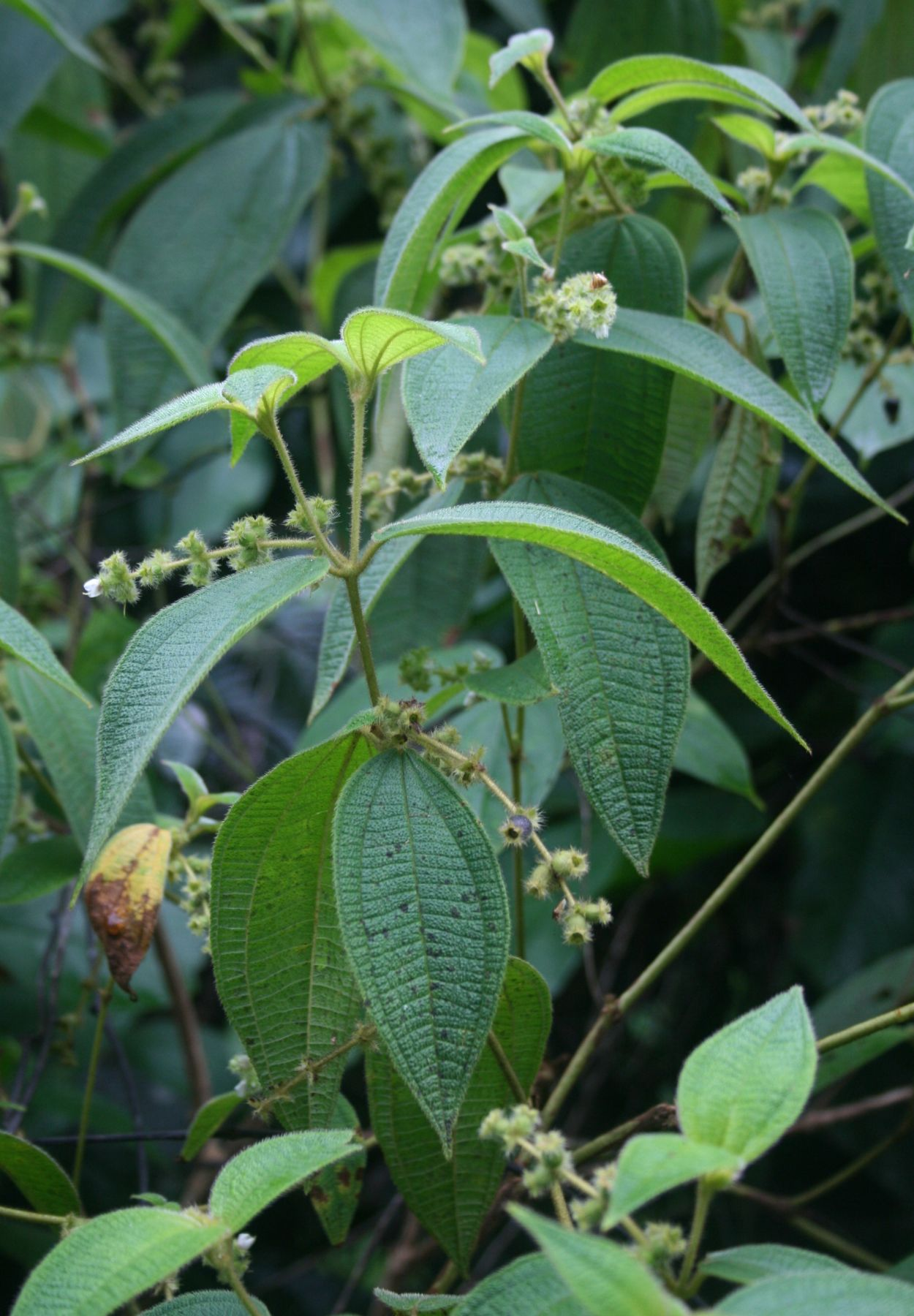
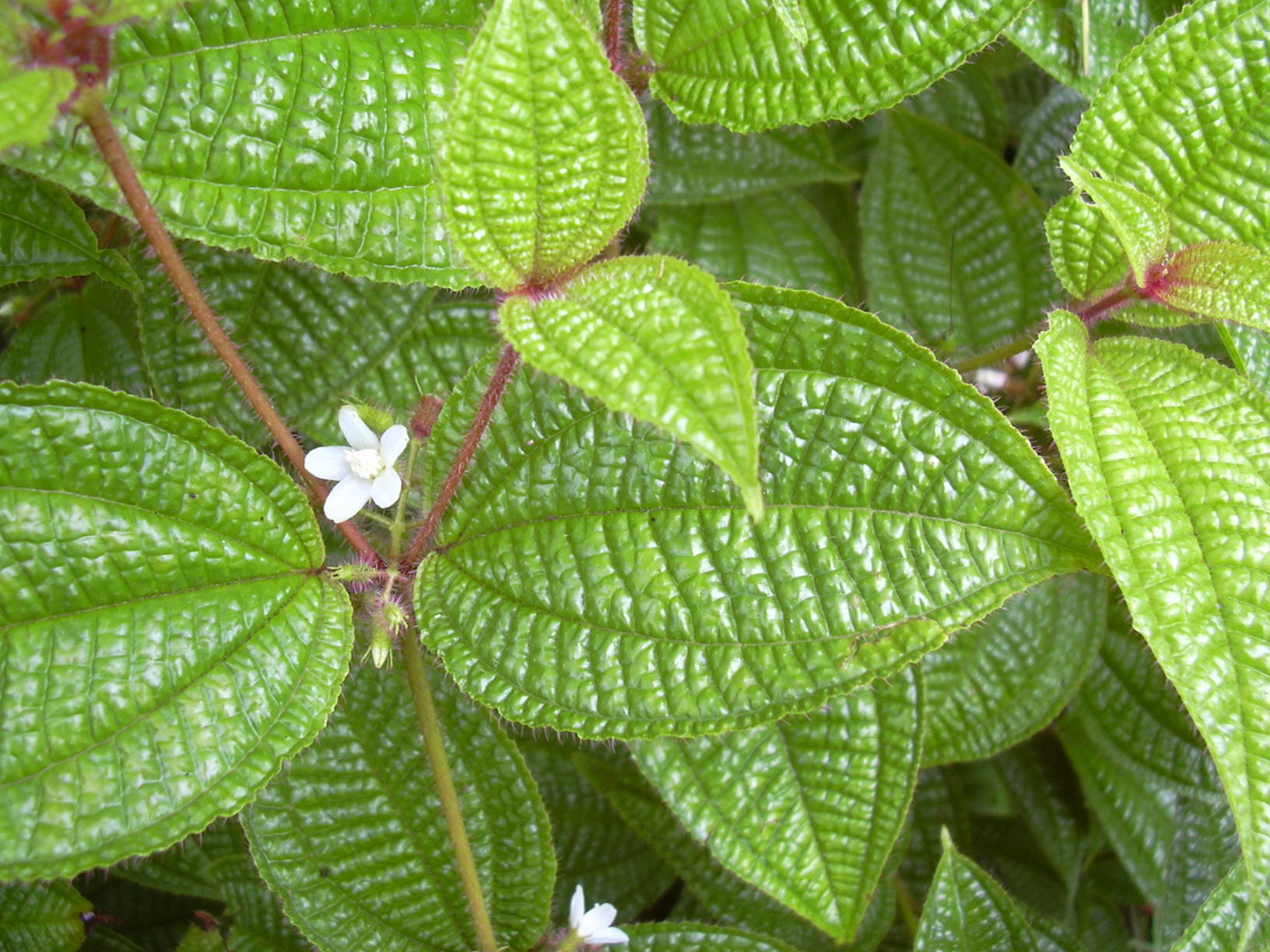
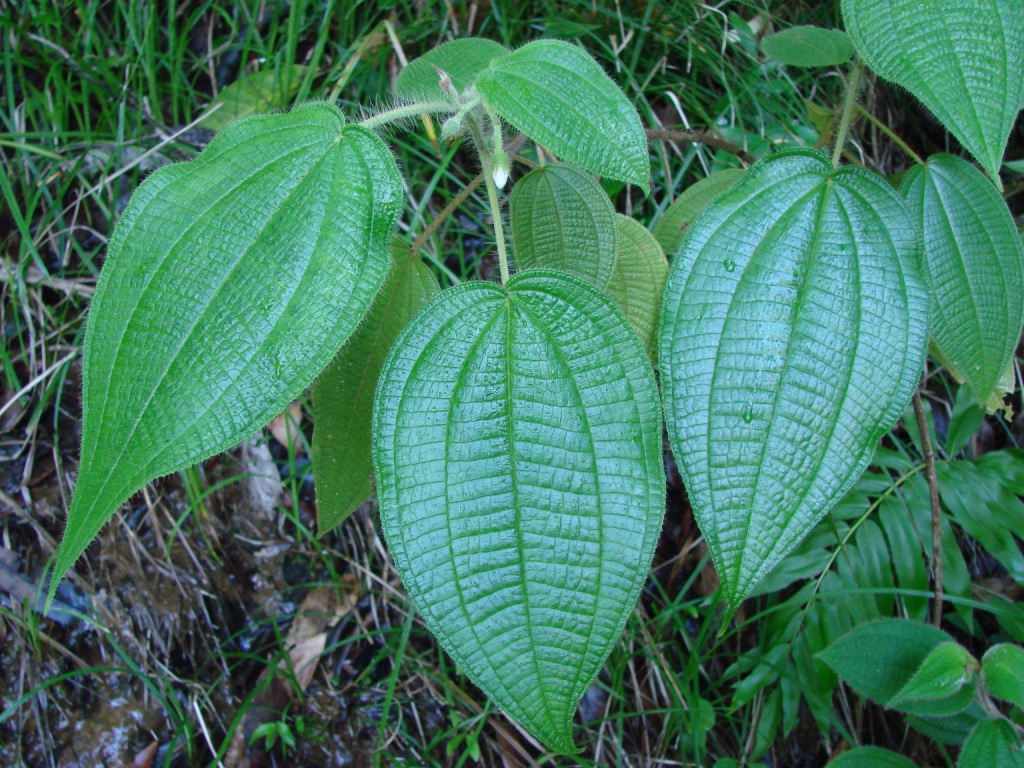